# USS LST-20
O USS LST-20 foi um navio de guerra norte-americano da classe LST que operou durante a Segunda Guerra Mundial.